# Petrine Archer-Straw
Petrine Archer-Straw, née le 26 décembre 1956 à Birmingham (Royaume-Uni) et morte le 5 décembre 2012 à Mona (Jamaïque), est une artiste britannique. Elle est connue pour son travail d'historienne de l'art et de conservatrice spécialisée dans l'art du peuple des Caraïbes.
Selon Eddie Chambers, « Dans son travail d'artiste, d'universitaire, d'historienne de l'art, d'écrivaine et de conservatrice, Archer-Straw a constamment contesté les orthodoxies dominantes qui traitent les artistes et la pratique culturelle des Caraïbes dans un isolement géographique, racial et artistique. En substance, sa position était que nous ne pouvons pas pleinement comprendre ou apprécier la pratique des artistes caribéens sans tenir dûment compte de facteurs plus larges tels que la migration, l'histoire, l'identité et, surtout, la diaspora - la dispersion de nombreux Noirs au-delà de leur patrie ancestrale, l'Afrique ».

## Négrophilie
Le livre d'Archer-Straw Negrophilia: Avant-Garde Paris and Black Culture in the 1920s s'est concentré sur la mode des objets, des thèmes et des emblèmes africains à Paris des années 1920, y compris des figures telles que Joséphine Baker. Le livre a inspiré un album de jazz de Mike Ladd, Negrophilia: The Album (2005), sur Thirsty Ear,. Les paroles de l'album combinent des références au milieu défini par Archer-Straw avec des références à la lutte pour les droits civiques aux États-Unis et à la musique pop plus récente ; le site Pitchfork déclare « ses meilleurs moments sont stellaires et exaltants » et l'ont noté 7.2 / 10.

## Conservatrice spécialisée dans l'art du peuple des Caraïbes
En plus de son travail académique, Archer-Straw était consultante pour le développement de la National Art Gallery of the Bahamas et a également organisé de nombreuses expositions principalement liées à l'art des Caraïbes et à l'art jamaïcain.
- October Gallery, London: Home and Away: 7 Jamaican Artists (1994–95)
- Royal Academy of Art, London: Africa: The Art of a Continent (1994–95)
- Hayward Gallery, South Bank Centre: New World Imagery: Contemporary Jamaican Art (1995–96)
- The British Council: Photos and Phantasms: Harry Johnston’s Photographs of the Caribbean (1997–98)
- National Art Gallery of the Bahamas: One Man's Vision: The Vincent D'Aguilar Collection (2000)
- National Art Gallery of the Bahamas: Past, Present, Personal: The Dawn Davies Collection (2002)
- College Art Gallery, EMCVPA: Fifty Years-Fifty Artists (2003–04)
- College Art Gallery, cage[e], EMCVPA: The Vivian Virtue Collection (2005)

## Décès
Petrine Archer-Straw meurt de façon inattendue, à l'âge de 55 ans, le 5 décembre 2012 à l'hôpital UWI des suites d'une crise de drépanocytose.

## Publications
A intégrer…
- Liste des livres de Petrine Archer-Straw, Amazon.